# Focus groups
Focus groups (ohniskové skupiny či skupinové diskuze) jsou jednou z metod získávání dat zejména v kvalitativním výzkumu. Používají se často v sociologii a psychologii, ale i v dalších oborech. Spočívají v moderované diskuzi, která má za cíl prozkoumat postoje, názory, mínění veřejnosti, často v souvislosti s marketingovým výzkumem, průzkumem spotřebitelských návyků, k určení účinnosti reklamy a podobně.

## Formy
1. Standardní Focus groups – nejčastější forma v podobě 6–8 osob, rozsah do 2 hodin; tzv. minigroup kladou důraz na interakci na úkor počtu účastníků; ještě užší formou jsou tzv. triády (3 osoby); na rozhraní mezi skupinovou a individuální diskuzí jsou „párová interview“, jejich přínos bývá zvláště tam, kde analyzujeme rozhodovací proces, který probíhá v kooperaci obou osob (manželů).
2. Extenzivní Focus groups – jsou zcela specifickou technikou, obsahem obdobné standardní diskuzi; liší se formou – jejich délka se pohybuje kolem 4 hodin i více.[1]

## Výstupy
Vzhledem k tomu, že se jedná o kvalitativní metodu, výstupem bývají informace, které by se v kvantitativním dotazníku neobjevily, je tak zprostředkováno hlubší porozumění problému. Je tedy možné zjistit, jak lidé smýšlejí o nějakém problému, jaké názory se mezi nimi objevují, co ovlivňuje názor lidí na výrobky, politické strany atd. Míru tohoto vlivu, respektive počet lidí, kteří zastávají určitý názor, z tohoto typu výzkumu odvodit nelze, ani to není jeho cílem.

## Provedení

### Účastníci
Focus groups mají několik základních charakteristik, pravidel, podle kterých jsou většinou prováděny. Jedno sezení zahrnuje vždy přibližně osm až dvanáct (maximálně, menší počet je vhodnější) informátorů. Ti musí splňovat určité podmínky. Především bychom si měli být jisti, že mají co říci k danému tématu. To znamená, mají-li se vyjadřovat k nějakému výrobku, měli by být jeho spotřebiteli. Respondenti by měli být náhodně vybráni. Dále je třeba zajistit, aby se respondenti navzájem neznali a to z více důvodů. Za prvé by se diskuze v důsledku toho mohla vyvíjet nekontrolovaně a moderátor by nemusel některé věci odkrýt, což by vyústilo ve zkreslení výsledků (lidé, kteří se dobře znají, mohou „hrát“). Za druhé, když se budou respondenti znát, mohlo by to znamenat existující klientelistickou síť, ve které si lidé předávají kontakty, aby se mohli těchto výzkumů (často placených) účastnit. To je také nežádoucí, protože lidé, kteří se znají, představují většinou nějakou více či méně vyhraněnou skupinu, která může pak přinášet zkreslení do výzkumu. (například kdyby výzkum fast-foodového řetězce navštívili kolegové z ekologických zájmových sdružení). Nikdo z tázaných by neměl vyčnívat, mělo by být jasně uvedeno, že respondenti byli skutečně náhodně vybráni, avšak na základě určité charakteristiky a možné podobné zkušenosti.

### Místo
Focus groups se většinou konají v prostorné místnosti s dostatkem světla, dbá se na psychologické aspekty, které zaručí, aby se respondenti cítili dobře a uvolněně. Jsou usazeni u kulatého nebo oválného stolu, aby žádný z nich nezastával dominantní pozici při následné diskuzi (například v čele stolu); je jim nabídnuto občerstvení. Z celé diskuze je většinou pořizován audio nebo videozáznam, o kterém jsou respondenti předem informováni. Místnost, ve které se focus groups konají, bývá často vybavena jednocestným zrcadlem, za kterým se zpravidla nachází výzkumný tým a klient, který celý výzkum zadává. Společně sledují celou diskuzi, formulují hypotézy, dělají si poznámky, sledují tedy chování jednotlivých aktérů.
V poslední době se část focus groups přesunula do online prostředí (online focus groups). Účastníci jsou pozvání do online místnosti a jsou do diskuse připojení pomocí svého počítače, tabletu nebo mobilu. Odpadá tím nutnost fyzické přítomnosti v místě výzkumu a zjednodušuje se příprava, organizace i realizace výzkumu a snížují se čas a náklady. Online diskuse však mají i své nedostatky, např. menší vyjádření emocí nebo  menší interaktivita mezi účastníky.

### Moderátor/ka
Poslední důležitou složkou je osoba moderátora, tedy osoby, která celou diskuzi vede, ačkoliv nemívá dominantní roli. Moderátor pak vede diskuzi, pokládá respondentům otázky, používá projektivních otázek k testování názorů, parafrázování a jiných psychologických metod. Musí se neustále držet tématu a zaměřovat se (focus) na daný problém. Musí respektovat „intimní zóny“ respondenta, určuje téma rozhovoru a ukládá úkoly (třeba i nonverbální). Může vytvořit situace, do kterých by se respondent jinak nedostal, nesmí ale u respondenta vyvolat blok.
Jde mu především o to, co je cílem celého výzkumu. Proto musí sledovat a udržovat konverzaci a zaměřovat ji (focus) stále na hlavní téma diskuze. S co možná největší jistotou zjistit různé postoje k dané problematice a nejdůležitější aspekty, které tyto postoje ovlivňují. V rámci kvalitativního rozhovoru může chtít moderátor od respondenta jakákoli vysvětlení jeho činů a postojů.
(Například je-li ten který výrobek oblíbený, je-li nějaký jiný, který mu konkuruje a proč, co je na studovaném výrobku dobré, co přitahuje zákazníky, co je na něm naopak nepřitažlivé, co odrazuje zákazníky atd.)

### Opakování
Focus groups se provádějí často několikrát, ale i s jinou skupinou respondentů, a to z toho důvodu, že je třeba dosáhnout tzv. nasycenosti. Témata, preference a aspekty, související s výzkumem se totiž nemusí vyčerpat (a také většinou nevyčerpají) během jednoho sezení. Proto se provádí většinou tolik metod focus groups, dokud není dosaženo nasycenosti, resp. dokud se témata nezačnou opakovat. Cílem není, na rozdíl od jiných skupinových sezení, dojít ke společnému řešení, ale dozvědět se co nejvíce možných názorů a odlišných způsobů myšlení o daném tématu. V komerčním výzkumu bývají respondenti většinou za účast finančně odměněni. Záznam je opětovně analyzován za účelem nalezení toho, co mohlo přímo během diskuze respondentovi nebo výzkumnému týmu uniknout.

## Scénář
- Stimulace neboli motivace, podnícení dané problematiky.
- Vzájemné představení jednotlivých respondentů. Obecné otázky o tématu, hledání vztahu respondentů k tématu.
- Specifické otázky, upřesňování postojů, názorů a způsobů chování. Vyvolání polemik a názorových střetů.
- Specifické doplňkové metody (pokud jsou použity). Doplňující otázky, hledání neočekávaných dodatečných informací.
- Scénář obsahuje přehled klíčových informací, které je třeba získat.
- Odpovědi respondenta mají zabrat až 2/3 délky skupinové diskuse. Mají popisovat postoje, názory a chování, také vysvětlovat důvody nebo cíle. Stimulovat k reakcím na odpovědi ostatních respondentů.
- Scénář určuje, v jakých „mantinelech“ má moderátor povolit případné „odbočky“ respondentů. Tyto zásahy nemusí být minimalistické.
- Otázky typu: „Proč?“ je povoleno klást kdykoli.
- Scénář může obsahovat vymezení situací, za kterých mají být někteří respondenti vyloučení z průběhu skupinové diskuse (např. příliš dominantní osobnosti nebo naopak přitakávači a mlčící respondenti). Těmto respondentům pak bývá vyplacena pouze část odměny.[2]

## Výhody a nevýhody

### Výhody
- Metoda Focus group umožňuje rychlé dosažení výsledků.
- Role moderátora nebývá dominantní, proto můžeme sledovat překonání hierarchie řízení.
- V této skupinové diskuzi respondenti nepociťují rozlišení na laiky a odborníky.
- Metoda umožňuje zjistit příčiny chování.
- Použití metody Focus group dovoluje zjistit stupně konsensu.
- Napětí mezi účastníky může mít kladný i záporný náboj.
- Diskuze se konají v přirozeném prostředí a v opravdových situacích.
- Moderátor má možnost experimentovat.[2]

### Nevýhody
- Jedná se o kompromis mezi zúčastněným pozorováním a individuálním interview.
- Získaná data jsou náročnější na analýzu.
- Je možné, že zaznamenáme velké rozdíly mezi jednotlivými skupinami.[2]

## Bariéry správného provedení
- Je-li primárním záměrem něco jiného než výzkum.
- Jsou-li nevhodné podmínky pro diskusi ve skupině – konflikt zájmů.
- Nemá-li skupina dostatečné informace o tématu.
- Jsou-li vyžadována statistická data.[2]

## Historický vývoj
- Původ můžeme vidět při sezení antropologů s domorodci u ohňů.
- Během 2. světové války přispěli také vojenští psychologové, kteří zkoumali účinnost ohlasových programů zaměřených na zvýšení morálky v armádě i jejím civilním zázemí.
- Zakladatelem metody Focus groups byl Robert King Merton (1910 – 2003).[3]

## Využití
Užití Focus groups rozhodně není omezeno jen na průzkum trhu, nicméně toto využití je v současné době nejčastější. Možné využití je při kompletování seznamu otázek pro individuální interview, při tvorbě otázek do dotazníku, při hodnocení odlišností zkoumaných prostředí nebo sociálních skupin, zejména jedná-li se o přechodné jevy či dočasná zastoupení osob, dále také při vytváření hypotéz založených na rozdílnosti názorů zkoumané populace nebo při ověření interpretace výsledků předchozích výzkumů, tedy jak účastníci těchto výzkumů hodnotí naše porozumění jejich sdělením.
Zjištěné charakteristiky se dají dále využit při kvantitativním výzkumu, který může zjistit, kolik lidí zastává ten který názor, jak moc je určitý důvod silný pro motivaci například ke koupi výrobku apod.